# Ferrières (Somme)
Ferrières (picardisch: Ferrière) ist eine nordfranzösische Gemeinde mit 483 Einwohnern (Stand 1. Januar 2022) im Département Somme in der Region Hauts-de-France. Die Gemeinde liegt im Arrondissement Amiens, ist Mitglied des Gemeindeverbands Amiens Métropole und gehört zum Kanton Ailly-sur-Somme.
Die Gemeinde erhielt 2023 die Auszeichnung „Drei Blumen“, die vom Conseil national des villes et villages fleuris (CNVVF) im Rahmen des jährlichen Wettbewerbs der blumengeschmückten Städte und Dörfer verliehen wird.

## Geographie
Ferrières liegt rund 8,5 Kilometer westlich von Amiens und rund vier Kilometer südlich von Ailly-sur-Somme, dessen Gemeindegebiet unmittelbar an den Ortskern von Ferrières anschließt, an der Départementsstraße D211 zwischen Saveuse und Bovelles.
Umgeben wird Ferrières von den sechs Nachbargemeinden:
|          | Ailly-sur-Somme                             | Saveuse      |
| Bovelles | Kompassrose, die auf Nachbargemeinden zeigt | Pont-de-Metz |
|          | Guignemicourt                               | Saleux       |

## Einwohner
| 1962 | 1968 | 1975 | 1982 | 1990 | 1999 | 2006 | 2013 | 2020 |
| ---- | ---- | ---- | ---- | ---- | ---- | ---- | ---- | ---- |
| 220  | 252  | 307  | 315  | 396  | 426  | 447  | 469  | 472  |

## Verwaltung
Bürgermeister (maire) ist seit 2020 Daniel Demaret.

## Sehenswürdigkeiten
- Schloss aus dem 18. und der zweiten Hälfte des 19. Jahrhunderts, seit 2003 als Monument historique eingeschrieben (Base Mérimée PA80000034)
- Kirche Saint-André aus dem 19. Jahrhundert
- Friedhofskapelle aus dem Jahr 1880
- Gefallenendenkmal

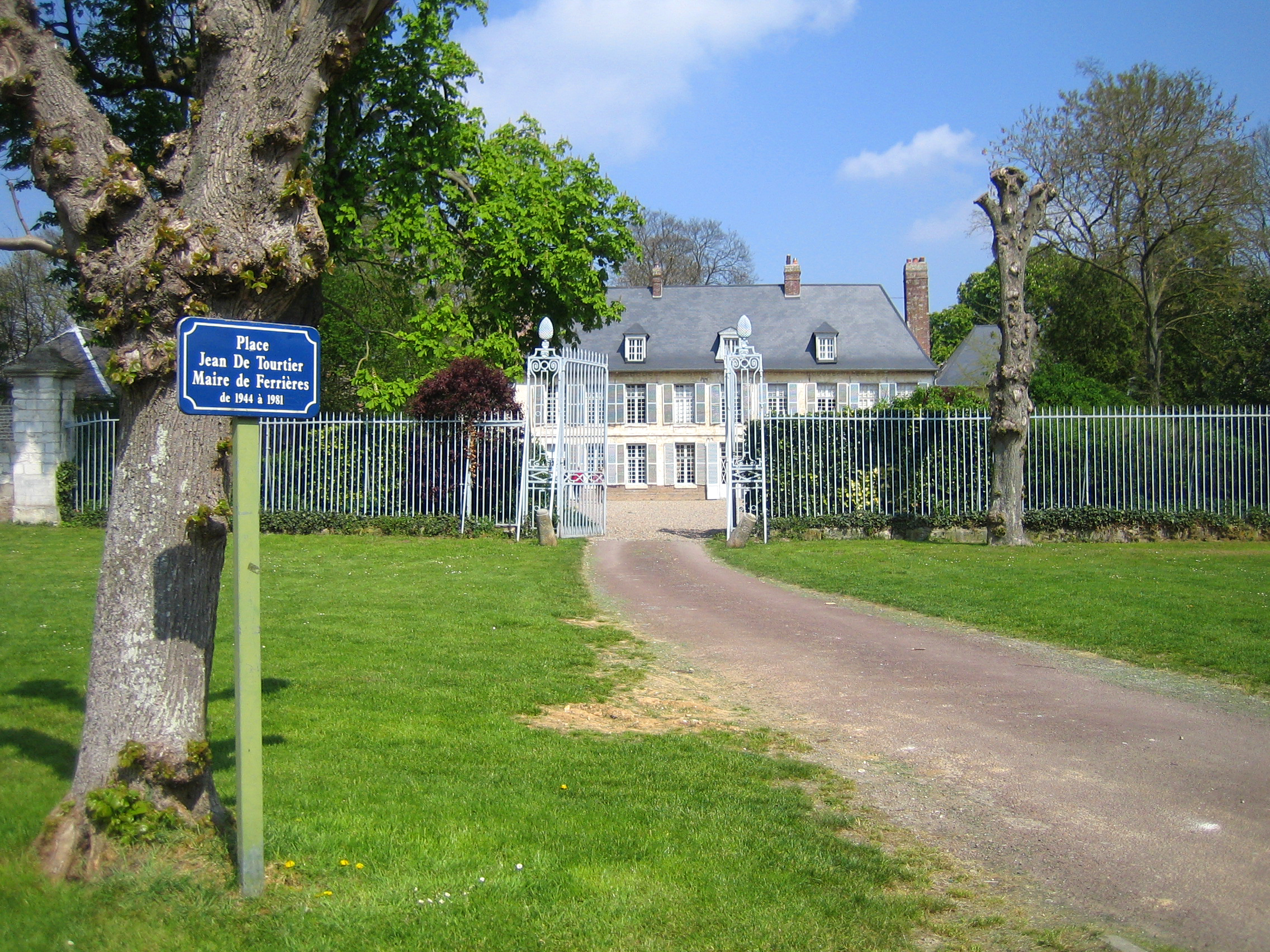
Schloss Ferrières
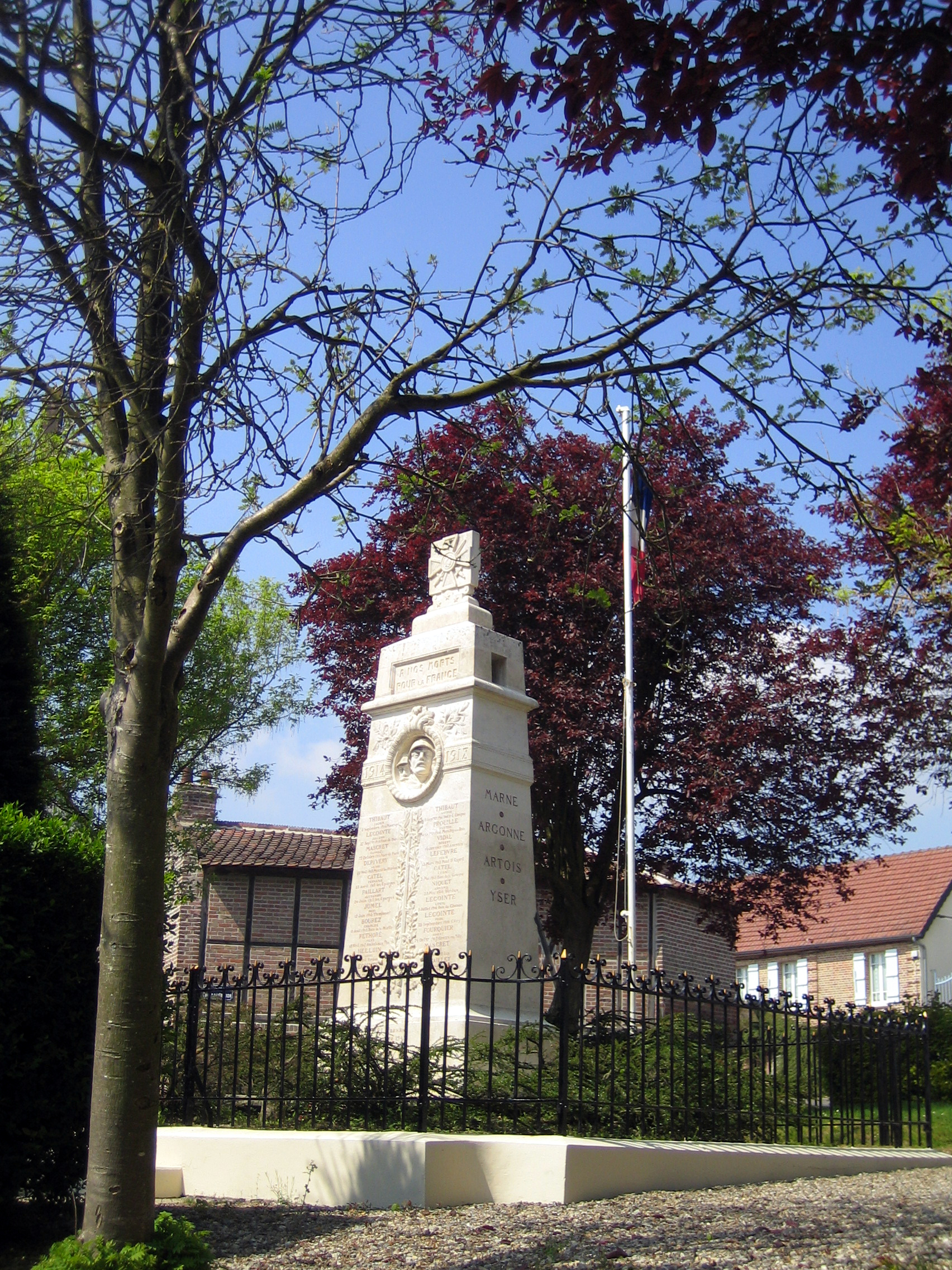
Gefallenendenkmal

## Persönlichkeiten
- Joseph Crimont (1858–1945), Jesuit, erster katholischer Bischof von Alaska, in Ferrières geboren